# Amerotyphlops stadelmani
Amerotyphlops stadelmani är en ormart som beskrevs av Schmidt 1936. Amerotyphlops stadelmani ingår i släktet Amerotyphlops och familjen maskormar. Inga underarter finns listade i Catalogue of Life.
Denna orm förekommer i Honduras. Arten lever i kulliga områden och i bergstrakter mellan 350 och 1400 meter över havet. Den vistas i fuktiga skogar. Individerna gräver i lövskiktet och i det översta jordlagret. Honor lägger ägg.
Beståndet hotas av skogarnas omvandling till jordbruksmark. Tamkatter och höns tar denna orm som föda. IUCN listar arten som sårbar (VU).